# ロータス・T127
ロータス・T127 は、ロータス・レーシングが2010年のF1世界選手権参戦用に開発したフォーミュラ1カー。設計責任者はマイク・ガスコイン。

## 概要

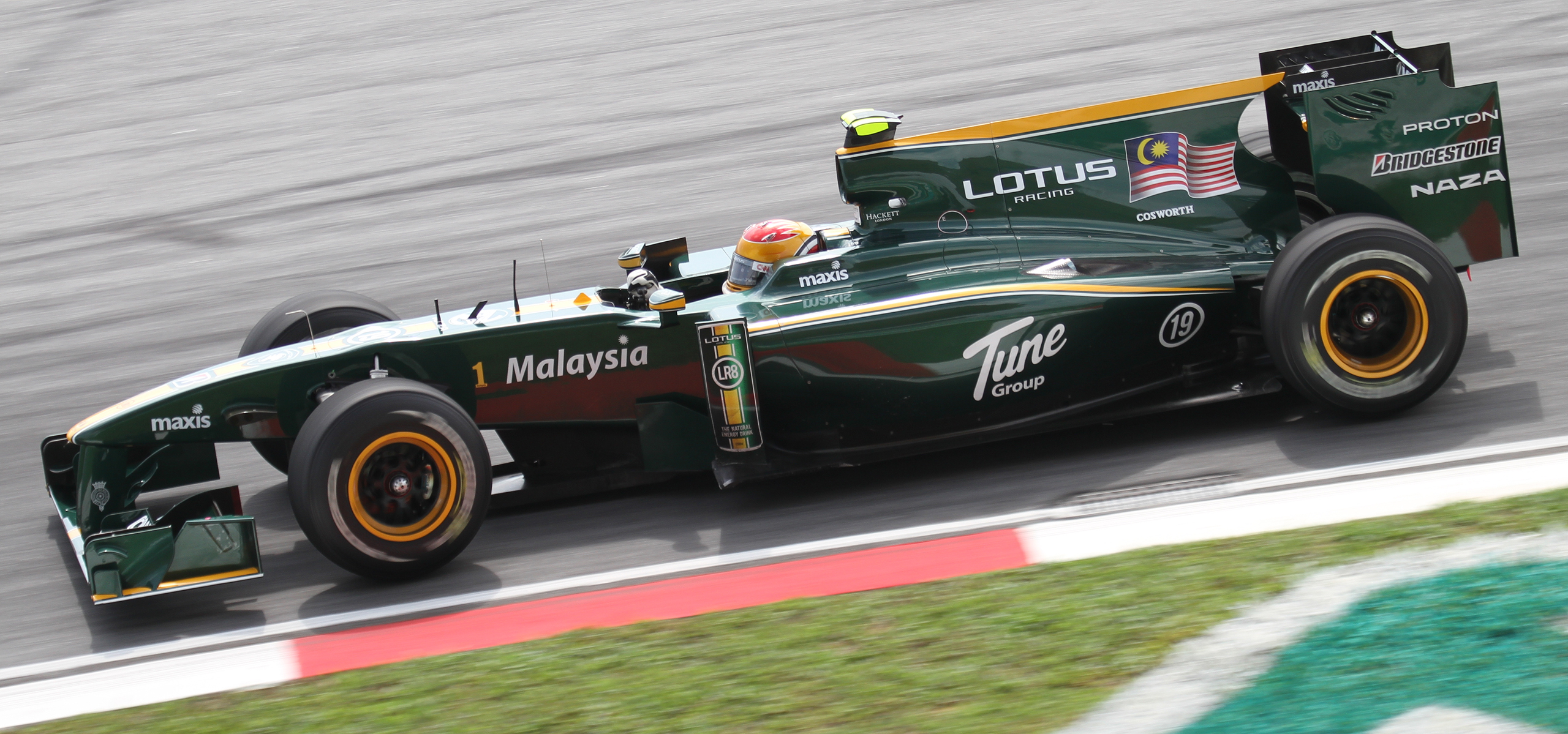
マレーシアGPにて新型エンジンカバーのテストを行う様子（ドライバーはファイルズ・ファウジー）

2010年2月12日に発表。BMWザウバー撤退に伴う空席争いの末に参戦権を勝ち取った2009年9月に開発に着手しているため、設計開始からわずか5ヶ月という急ピッチで製作が行われたマシンである。エンジンはコスワース・CA2010を搭載。
カラーリングは往年のチーム・ロータスを思わせるブリティッシュ・レーシング・グリーンにイエローとなった。ハイノーズを採用しており、非常に複雑な形状のフロントウィングを有しているが、サイドポッド付近は極めて保守的な手法となっている。
風洞モデルや完成車がフォース・インディアの2009年式マシン、VJM02に酷似していることが指摘されており、2010年2月、ロータス・レーシングを運営する1マレーシア・レーシング・チーム社がフォース・インディアによって告訴された。T127の製作に協力したイタリアのベンチャー企業エアロラブはその直前にフォース・インディアのマシン開発を行っていたが、施設受渡しの際に同チームの原寸大風洞モデルが置き去りにされたことが違法コピーの原因であるという。
新規参入チームの中で最もF1チームらしいチームであったため、開幕戦より新規参入チームのトップを走っていた。ヨーロッパラウンド初戦となるスペインGPでは、2010年のF1に参戦しているチームの中で最大級といっていいほどのアップデートを投入し、サイドポッド、フロントウィング、ブレーキダクトなどを改良した。また、アメリカのCNNなどのスポンサーも沢山付きはじめ、新規参入チームのトップという位置づけを確立していった。
第16戦日本GPではヘイキ・コバライネンが新規参入チームの中で最高成績となる12位完走を果たし、ヤルノ・トゥルーリも13位完走を果たした。

## スペック

### シャシ
- シャシマテリアル	カーボンファイバー
- ボディワークマテリアル	カーボンファイバー
- フロントサスペンション	カーボンファイバー
- リアサスペンション	カーボンファイバー
- ダンパー ペンスキー
- ステアリング	ロータス
- ギアボックス エクストラック
- クラッチ AP カーボン・マルチプレート
- ディスク ヒトコ
- キャリパー	AP
- パッド	ヒトコ
- コックピット機器	MES
- シートベルト スパルコ　サベルト
- ステアリングホイール	ロータス
- ドライバーシート	ロータス
- 消火システム	FEV
- ホイール BBS ロータス仕様
- 燃料セル	ATL
- バッテリー ユアサ
- ホイールベース	3,000 mm以上
- 全長	N/A
- 全高	950 mm

### エンジン
- エンジン名	コスワース・CA2010
- 気筒数	V型8気筒
- 燃料供給：	N/A
- 潤滑油供給：	N/A
- 冷却システム：	ロータス製

## 記録
| 年   | No. | ドライバー   | 1   | 2   | 3   | 4   | 5   | 6   | 7   | 8   | 9   | 10  | 11  | 12  | 13  | 14  | 15  | 16  | 17  | 18  | 19  | ポイント | ランキング |
| 年   | No. | ドライバー   | BHR | AUS | MAL | CHN | ESP | MON | TUR | CAN | EUR | GBR | GER | HUN | BEL | ITA | SIN | JPN | KOR | BRA | ABU | ポイント | ランキング |
| ---- | --- | ------------ | --- | --- | --- | --- | --- | --- | --- | --- | --- | --- | --- | --- | --- | --- | --- | --- | --- | --- | --- | -------- | ---------- |
| 2010 | 18  | トゥルーリ   | 17  | DNS | 17  | Ret | 16  | 15  | Ret | Ret | 21  | 16  | Ret | 15  | 19  | Ret | Ret | 13  | Ret | 19  | 21  | 0        | 10位       |
| 2010 | 19  | コバライネン | 15  | 13  | NC  | 14  | DNS | Ret | Ret | 16  | Ret | 17  | Ret | 14  | 16  | 18  | 16  | 12  | 13  | 18  | 17  | 0        | 10位       |

- 太字はポールポジション、斜字はファステストラップ。NCは周回数不足。(key)